# Rabona
Rabona − w piłce nożnej to strzał, podanie albo dośrodkowanie dokonane za pomocą ruchu nogi kopiącej za nogą stojącą.
Jest kilka powodów, dla których zawodnicy decydują się na użycie rabony: na przykład lewonożny napastnik biegnie na bramkę z prawej strony i użycie rabony może spowodować lepsze i celniejsze uderzenie. Inny przykład: lewonożny skrzydłowy biegnie na bramkę z prawej strony, ma słabą prawą nogę, więc kopiąc raboną zwiększa siłę i celność wrzutki. Dobrym przykładem powyższego jest Diego Maradona, który czasem używał tego ruchu do krótkich i dłuższych podań. Z podań i dośrodkowań raboną słynie również portugalski piłkarz Ricardo Quaresma. Użycie rabony może być też podyktowane chęcią zaskoczenia przeciwnika. Rabona została zapoczątkowana przez Giovanniego Roccotelliego w latach 70., kiedy grał w Ascoli Calcio. Wówczas nazywało się to po prostu „krzyżowe kopnięcie”. 

## Wybrane gole strzelone Raboną
- Ricardo Infante − podczas meczu jego drużyny Estudiantes La Plata z Rosario Central rozegranego 19 września 1948 roku w ramach Primera División strzelił gola raboną prawą nogą z odległości 35 metrów[1]

- Dave De Jong − podczas meczu jego drużyny VfL Osnabrück z SpVgg Greuther Fürth rozegranego 21 sierpnia 2005 roku w ramach Pucharu Niemiec strzelił gola raboną prawą nogą
- Eric Lamela - podczas meczu Ligi Europy między Tottenhamem a Asteras Tripolis. 23 października 2014[2].

## Rabona w kulturze
Rabona to również krok w argentyńskim tańcu tango. Jego nazwa wzięła się właśnie od sposobu kopnięcia piłki.
Rabonę wykorzystują także komputerowcy z EA oraz Konami w swoich grach (EA do serii gier FIFA, a Konami do serii gier Pro Evolution Soccer).